# جمعية المصارعة الأمريكية
جمعية المصارعة الأمريكية (بالإنجليزية:American Wrestling Association) كانت جمعية أمريكية لترويج مصارعة المحترفين وكان مقرها في منيابولس بولاية مينيسوتا كانت تمارس نشاطها بين عامي 1960 - 1991م.

## روابط خارجية
- جمعية المصارعة الأمريكية